# 棕櫚糖

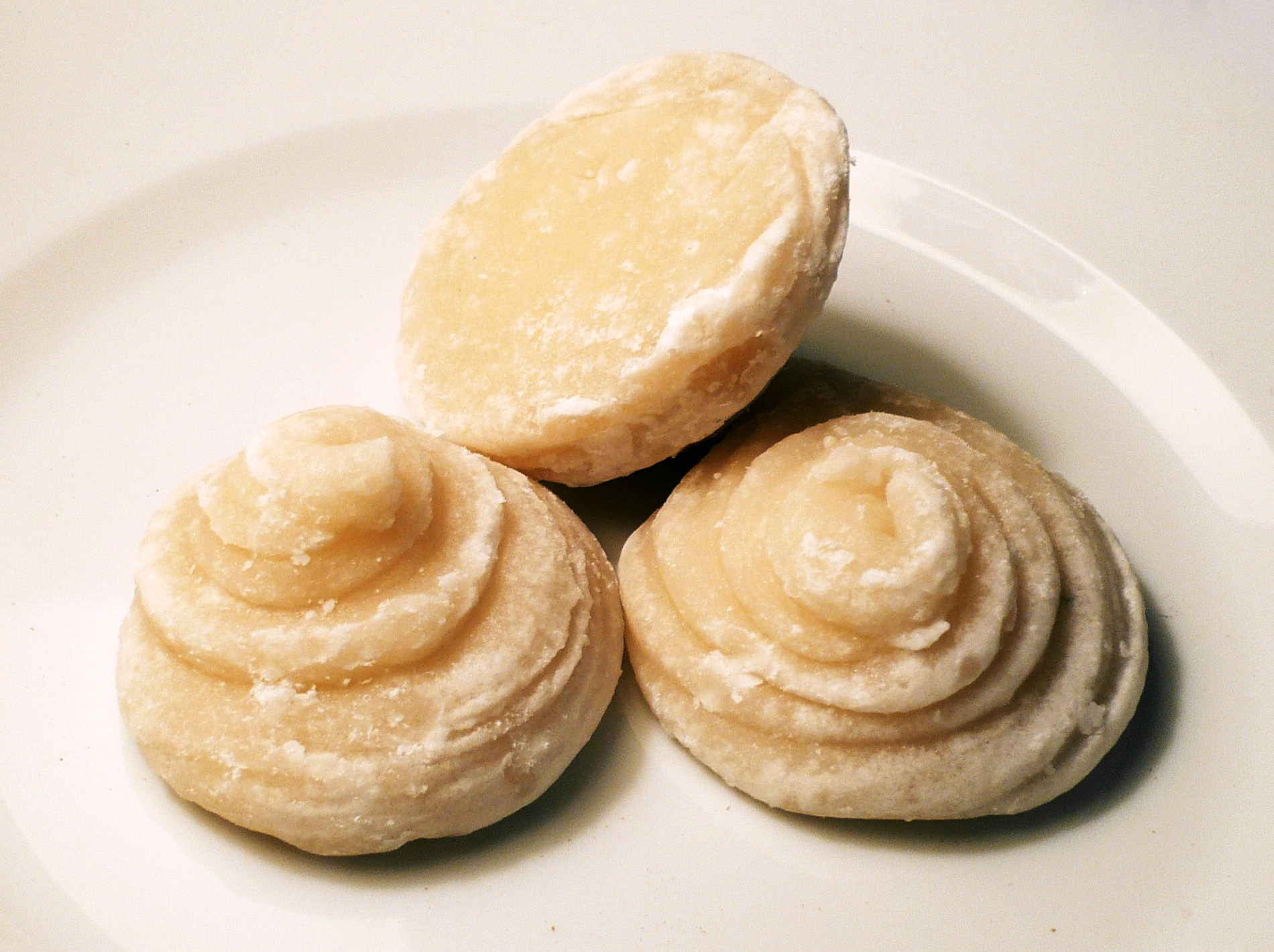
用棕櫚糖製成的蛋糕

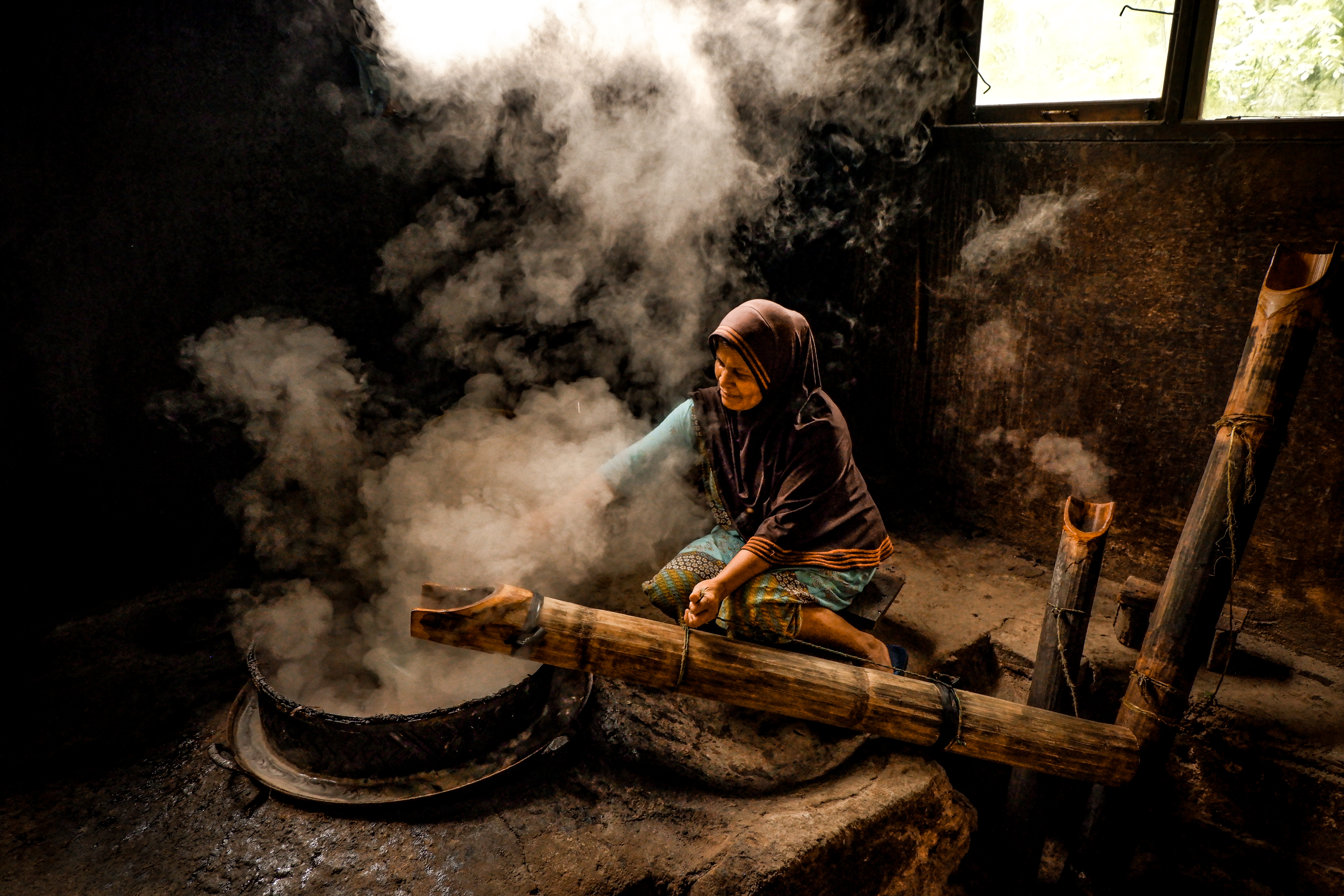
印度尼西亚西苏门答腊省的村莊裡，在製作棕櫚糖的過程

棕櫚糖（Palm sugar）是由棕榈科植物提煉的甜味剂，常用於南洋料理。有時會有棕榈科植物的種類來為棕櫚糖分類，例如椰子糖。不同種類的棕榈產生的糖成份會有些不同，不過製作方式都類似，也都可以替換使用。
棕櫚糖，也被普遍稱為椰糖或椰子糖，是一種由棕櫚科植物的花蜜提煉而成的甜味剂。這種天然的甜味劑以其獨特的特性和甜美口感，在全球範圍內贏得了愛好者的廣泛讚譽。棕櫚糖的主要特點在於其由棕櫚樹的花蜜製成，其色澤為紅棕色，不僅在視覺上增添了獨特的吸引力，而且它深沉且獨特的味道，帶有一種類似焦糖的甜美，使人難以忘懷。
棕櫚糖的特性主要可以分為以下幾個方面：
色澤：棕櫚糖呈現出吸引人的紅棕色，這使得在烹飪過程中可以為菜餚增添顏色的層次感，同時也提升了視覺上的吸引力。
味道：棕櫚糖具有非常獨特的味道，深沉而甘甜，帶有類似焦糖的風味。這使得它成為許多烹飪和烘焙菜餚的理想選擇。
多功能性：棕櫚糖可以在各種烹調方法中使用，無論是烘焙還是飲料製作，都有其獨特的適用性。作為一種甜味劑，它可以增添各種菜餚的風味，同時也可以用來製作飲料，提供一種獨特的甜味。
"棕櫚糖以其獨特的色澤和味道，以及多功能性，成為了烹飪和烘焙的必備成分。"